# Weidenhausen (Hüttenberg)
Weidenhausen ist ein Ortsteil der Gemeinde Hüttenberg. Der Ort liegt südlich von Wetzlar im mittelhessischen Lahn-Dill-Kreis.

## Geographische Lage
Weidenhausen liegt im östlichen Hintertaunus (Wetzlarer Hintertaunus) im Naturpark Taunus. Unterhalb des Ortes fließt der Schwingbach vorbei.
Angrenzende Dörfer sind Volpertshausen (südwestlich), Reiskirchen (nordwestlich), Rechtenbach (nordöstlich) und Vollnkirchen (südöstlich).
Derzeit wächst Weidenhausen stetig mit dem Nachbarort Volpertshausen zusammen. Dies geschieht im Rahmen der Neuerschließung eines Baugebietes im Grenzgebiet der Ortsteile. Mittlerweile kann man von einer fließenden Grenze der Orte sprechen.

## Geschichte

### Ortsgeschichte
Erstmals erwähnt wurde der Ort am 3. April 1296 im Lorscher Codex. Bei dieser Ersterwähnung wird die Schreibweise „Wydenhusen“ verwendet. Dieser Name findet seinen Ursprung in dem Wort „Widonis villa“, was so viel bedeutet, wie die Weiden, die um eine Villa (Haus) gepflanzt waren.
Im Zuge der Gebietsreform in Hessen wurde Weidenhausen am 1. Januar 1977 zum Ortsteil der Großgemeinde Hüttenberg. Zuvor gehörte der Ort der Gemeinde Schwingbach an, deren Gründung auf den 31. Dezember 1971 datiert. Ihr gehörten die Orte Rechtenbach, Vollnkirchen und Weidenhausen an. Der Zusammenschluss der Gemeinde Schwingbach mit den Gemeinden Hüttenberg, Reiskirchen und Volpertshausen zur neuen Großgemeinde Hüttenberg geschah im Rahmen der Neugliederung des Dillkreises, der Landkreise Gießen und Wetzlar und der Städte Wetzlar und Gießen. Für Weidenhausen wurde wie für die anderen Ortsteile vor Hüttenberg ein Ortsbezirk gebildet.

### Verwaltungsgeschichte im Überblick
Die folgende Liste zeigt die Staaten und Verwaltungseinheiten, denen Weidenhausen angehört(e):
- ab 14. Jahrhundert: Heiliges Römisches Reich, Amt Gleiberg (Kondominium: Grafschaft Nassau und Landgrafschaft Hessen)
- ab 1567: Heiliges Römisches Reich, Grafschaft Nassau, Amt Gleiberg[9]
- ab 1775: Heiliges Römisches Reich, Grafschaft Nassau-Weilburg, Oberamt Atzbach, Amt Gleiberg, Hüttenberg und Stoppelberg[10]
- ab 1806: Herzogtum Nassau,[Anm. 2] Amt Hüttenberg
- ab 1816: Königreich Preußen,[Anm. 3] Provinz Großherzogtum Niederrhein, Regierungsbezirk Koblenz, Kreis Wetzlar[Anm. 4]
- ab 1822: Königreich Preußen, Rheinprovinz, Regierungsbezirk Koblenz, Kreis Wetzlar[Anm. 5]
- ab 1867: Norddeutscher Bund,[Anm. 6] Königreich Preußen, Rheinprovinz, Regierungsbezirk Koblenz, Kreis Wetzlar
- ab 1871: Deutsches Reich, Königreich Preußen, Rheinprovinz, Regierungsbezirk Koblenz, Kreis Wetzlar
- ab 1918: Deutsches Reich (Weimarer Republik), Freistaat Preußen, Rheinprovinz, Regierungsbezirk Koblenz, Kreis Wetzlar
- ab 1932: Deutsches Reich, Freistaat Preußen, Provinz Hessen-Nassau, Regierungsbezirk Wiesbaden, Kreis Wetzlar
- ab 1944: Deutsches Reich, Freistaat Preußen, Provinz Nassau, Kreis Wetzlar
- ab 1945: Amerikanische Besatzungszone,[Anm. 7] Groß-Hessen, Regierungsbezirk Wiesbaden, Kreis Wetzlar
- ab 1846: Amerikanische Besatzungszone, Land Hessen, Regierungsbezirk Wiesbaden, Kreis Wetzlar
- ab 1949: Bundesrepublik Deutschland, Land Hessen, Regierungsbezirk Wiesbaden, Kreis Wetzlar
- ab 1968: Bundesrepublik Deutschland, Land Hessen, Regierungsbezirk Darmstadt, Kreis Wetzlar
- ab 1971: Bundesrepublik Deutschland, Land Hessen, Regierungsbezirk Darmstadt, Kreis Wetzlar, Gemeinde Schwingbach[Anm. 8]
- ab 1977: Bundesrepublik Deutschland, Land Hessen, Regierungsbezirk Darmstadt, Lahn-Dill-Kreis, Gemeinde Hüttenberg[Anm. 9]
- ab 1981: Bundesrepublik Deutschland, Land Hessen, Regierungsbezirk Gießen, Lahn-Dill-Kreis, Gemeinde Hüttenberg

## Bevölkerung

### Einwohnerstruktur 2011
Nach den Erhebungen des Zensus 2011 lebten am Stichtag dem 9. Mai 2011 in Weidenhausen 606 Einwohner. Darunter waren 9 (1,5 %) Ausländer. Nach dem Lebensalter waren 114 Einwohner unter 18 Jahren, 270 zwischen 18 und 49, 141 zwischen 50 und 64 und 117 Einwohner waren älter. Die Einwohner lebten in 258 Haushalten. Davon waren 72 Singlehaushalte, 75 Paare ohne Kinder und 90 Paare mit Kindern, sowie 21 Alleinerziehende und 3 Wohngemeinschaften. In 51 Haushalten lebten ausschließlich Senioren und in 180 Haushaltungen lebten keine Senioren.

### Einwohnerentwicklung
| Weidenhausen: Einwohnerzahlen von 1834 bis 2022 | Weidenhausen: Einwohnerzahlen von 1834 bis 2022 | Weidenhausen: Einwohnerzahlen von 1834 bis 2022 | Weidenhausen: Einwohnerzahlen von 1834 bis 2022 | Weidenhausen: Einwohnerzahlen von 1834 bis 2022 |
| --- | ----------------------------------------------- | ----------------------------------------------- | ----------------------------------------------- | ----------------------------------------------- |
| Jahr |                                                 |                                                 |                                                 | Einwohner                                       |
| 1834 | 1834                                            |                                                 | 179                                             | 179                                             |
| 1840 | 1840                                            |                                                 | 188                                             | 188                                             |
| 1846 | 1846                                            |                                                 | 182                                             | 182                                             |
| 1852 | 1852                                            |                                                 | 184                                             | 184                                             |
| 1858 | 1858                                            |                                                 | 198                                             | 198                                             |
| 1864 | 1864                                            |                                                 | 207                                             | 207                                             |
| 1871 | 1871                                            |                                                 | 205                                             | 205                                             |
| 1875 | 1875                                            |                                                 | 208                                             | 208                                             |
| 1885 | 1885                                            |                                                 | 211                                             | 211                                             |
| 1895 | 1895                                            |                                                 | 188                                             | 188                                             |
| 1905 | 1905                                            |                                                 | 186                                             | 186                                             |
| 1910 | 1910                                            |                                                 | 198                                             | 198                                             |
| 1925 | 1925                                            |                                                 | 241                                             | 241                                             |
| 1939 | 1939                                            |                                                 | 242                                             | 242                                             |
| 1946 | 1946                                            |                                                 | 311                                             | 311                                             |
| 1950 | 1950                                            |                                                 | 338                                             | 338                                             |
| 1956 | 1956                                            |                                                 | 311                                             | 311                                             |
| 1961 | 1961                                            |                                                 | 345                                             | 345                                             |
| 1967 | 1967                                            |                                                 | 413                                             | 413                                             |
| 1980 | 1980                                            |                                                 | ?                                               | ?                                               |
| 1990 | 1990                                            |                                                 | ?                                               | ?                                               |
| 2000 | 2000                                            |                                                 | ?                                               | ?                                               |
| 2011 | 2011                                            |                                                 | 606                                             | 606                                             |
| 2015 | 2015                                            |                                                 | 594                                             | 594                                             |
| 2017 | 2017                                            |                                                 | 589                                             | 589                                             |
| 2022 | 2022                                            |                                                 | 565                                             | 565                                             |
| Datenquelle: Historisches Gemeindeverzeichnis für Hessen: Die Bevölkerung der Gemeinden 1834 bis 1967. Wiesbaden: Hessisches Statistisches Landesamt, 1968. Weitere Quellen: ; Zensus 2011 |                                                 |                                                 |                                                 |                                                 |

### Historische Religionszugehörigkeit
| 1834: | 179 evangelische Einwohner                    |
| 1961: | 295 evangelische und 48 katholische Einwohner |

## Politik
Für Weidenhausen besteht ein Ortsbezirk (Gebiete der ehemaligen Gemeinde Weidenhausen) mit Ortsbeirat und Ortsvorsteher nach der Hessischen Gemeindeordnung.
Der Ortsbeirat besteht aus drei Mitgliedern. Bei den Kommunalwahlen in Hessen 2021 betrug die Wahlbeteiligung zum Ortsbeirat 5873 %. Dabei wurden gewählt: ein Mitglied der CDU und zwei Mitglieder der „Freien Wählergemeinschaft“ (FWG). Der Ortsbeirat wählte Martin Breidbach (FWG) zum Ortsvorsteher.

## Kultur und Sehenswürdigkeiten

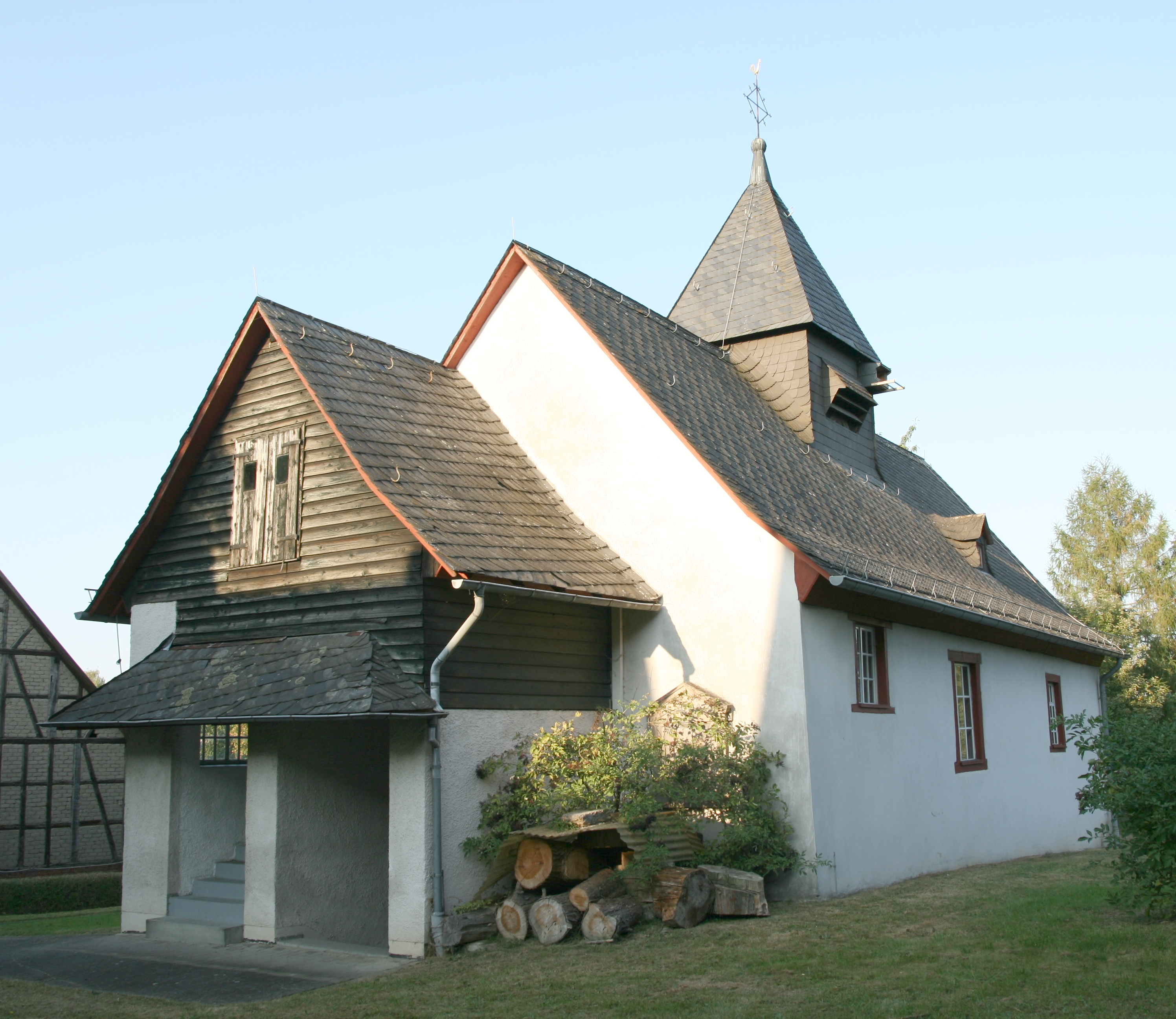
Alte Kirche Weidenhausen

### Bauwerke
Die Alte Kirche Weidenhausen geht wahrscheinlich auf das Mittelalter zurück und wurde 1706 umgebaut.

### Dorfgemeinschaftshaus
Den Mittelpunkt gesellschaftlicher Veranstaltungen bildet das Dorfgemeinschaftshaus, das sich im Kern des Ortes befindet. Im selben Gebäude befindet sich das alte Backhaus. Es wurde regelmäßig durch die Bewohner des Ortes genutzt, um Brot und Kuchen zu backen. Derzeit steht es aber leer.